# Maraú
Maraú là một đô thị thuộc bang Bahia, Brasil. Đô thị này có diện tích 774,447 km², dân số năm 2007 là 16447 người, mật độ 21,24 người/km².